# Sudão nos Jogos Olímpicos de Verão da Juventude de 2010
O Sudão participou dos Jogos Olímpicos de Verão da Juventude de 2010 em Singapura. Sua delegação foi composta por oito atletas que competiram em apenas dois esportes: atletismo e remo.

## Atletismo
| Evento                          | Atleta              | Qualificação    | Qualificação | Final     | Final        |
| Evento                          | Atleta              | Resultado       | Posição      | Resultado | Posição      |
| ------------------------------- | ------------------- | --------------- | ------------ | --------- | ------------ |
| 3000 m masculino                | Abdelmunaim Adam    | 8:33.03         | 13º          | 8:27.19   | 1º (Final B) |
| 400 m com barreiras masculino   | Ali Mohamed         | 54.38           | 11º (4º q2)  | 54.57     | 4º (Final B) |
| 1000 m masculino                | Elnazer Abdelrahman | 2:25.54         | 10º (4º q1)  | 2:29.79   | 9º (Final A) |
| 400 m masculino                 | Sadam Elnour        | 47.37           | 3º (1º q3)   | 47.32     | 4º (Final A) |
| 400 m com barreiras feminino    | Tasabih Elsayed     | Desclassificada | -- (-- q2)   | 1:01.13   | 1º (Final B) |
| 2000 m com obstáculos masculino | Yousif Daifalla     | 5:56.46         | 6º           | 5:45.84   | 5º (Final A) |

## Remo
| Atleta       | Prova                   | Elim.   | Elim.       | Repescagem    | Repescagem  | Semifinais | Semifinais   | Final   | Final        |
| Atleta       | Prova                   | Tempo   | Pos.        | Tempo         | Pos.        | Tempo      | Pos.         | Tempo   | Pos.         |
| ------------ | ----------------------- | ------- | ----------- | ------------- | ----------- | ---------- | ------------ | ------- | ------------ |
| Muram Ali    | Skiff simples feminino  | 5:12.05 | 5º (bat. 3) | Não completou | -- (rep. 3) | 5:38.81    | 5º (sf C/D1) | 5:29.10 | 4º (Final D) |
| Musab Badawi | Skiff simples masculino | 4:04.73 | 6º (bat. 2) | 4:15.44       | 5º (rep. 2) | 4:21.74    | 4º (sf C/D2) | 4:22.65 | 3º (Final D) |